# Noboru Kohara
Noboru Kohara (小原 昇 Kohara Noboru?), född 22 juli 1983 i Osaka prefektur, är en japansk före detta fotbollsspelare.
Kohara började sin karriär 2002 i Kyoto Purple Sanga (Kyoto Sanga FC). 2007 flyttade han till Tochigi SC. Han avslutade karriären 2007.